# Lipotriches tenuihirta
Lipotriches tenuihirta är en biart som först beskrevs av Cockerell 1905.  Lipotriches tenuihirta ingår i släktet Lipotriches och familjen vägbin. Inga underarter finns listade i Catalogue of Life.